# Kung Karls landskommun
Kung Karls landskommun var en tidigare kommun i Västmanlands län.

## Administrativ historik
Den bildades i Kung Karls socken i Åkerbo härad i Södermanland och Västmanland när 1862 års kommunalförordningar trädde i kraft. 
7 april 1904 inrättades i kommunen Kungsörs municipalsamhälle. Detta med kringområde utbröts 1907 ur landskommunen och bildade Kungsörs köping.
Vid kommunreformen 1952 bildade den storkommun då förutvarande Torpa landskommun, Björskogs landskommun och Kungs-Barkarö landskommun lades samman med Kung Karl. Vid kommunreformen 1971, uppgick landskommunen med Kungsörs köping i den nybildade Kungsörs kommun.
Kommunkoden 1952-1970 var 1901.

### Kyrklig tillhörighet
I kyrkligt hänseende tillhörde kommunen Kung Karls församling. Den 1 januari 1952 tillkom församlingarna Björskog, Kungs-Barkarö och Torpa.

## Geografi
Kung Karls landskommun omfattade den 1 januari 1952 en areal av 194,79 km², varav 193,63 km² land.

### Tätorter i kommunen 1960
| Tätort           | Folkmängd |
| ---------------- | --------- |
| Valskog          | 336       |
| Kungsör, del ava | 93        |

Tätortsgraden i kommunen var den 1 november 1960 17,1 procent.

## Politik

### Mandatfördelning i valen 1938-1966
| 13 | 5 | 2 |

| 19 |

| 12 | 6 | 2 |

| 19 |

| 3 | 10 | 5 | 2 |

| 18 |

| 18 | 11 | 5 |  |

| 33 |

| 13 | 10 | 5 | 2 |

| 26 |

| 12 | 11 | 4 | 3 |

| 26 |

| 12 | 11 | 4 | 3 |

| 25 | 5 |

| 11 | 11 | 5 | 3 |

| 24 | 6 |